# Barfüßerkloster (Frankfurt am Main)

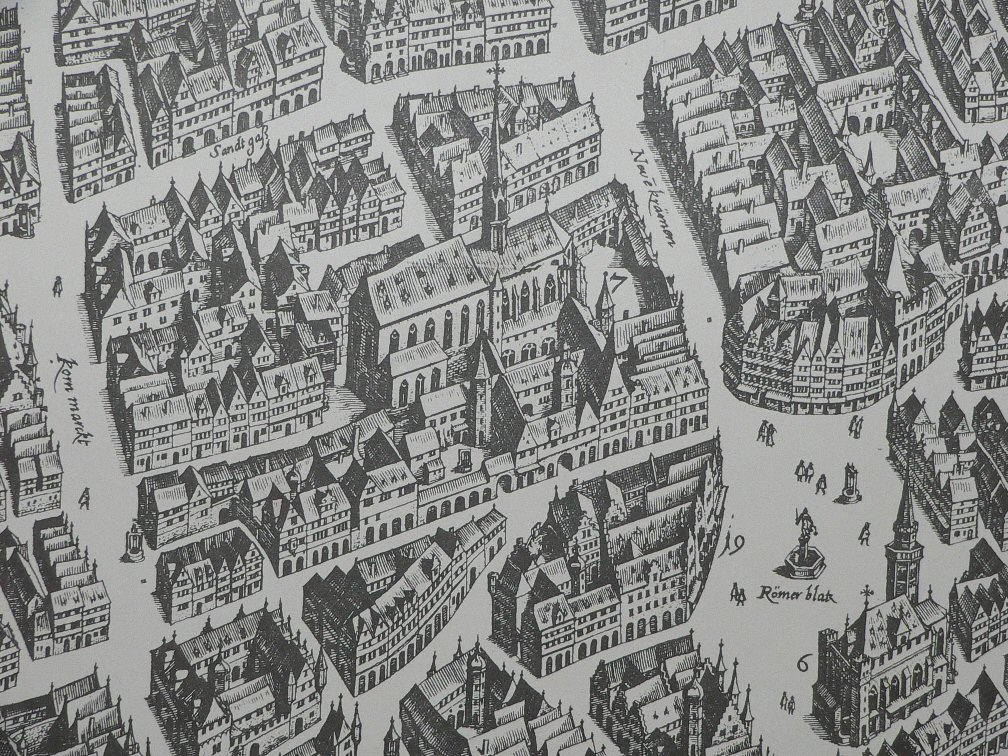
Die Barfüßerkirche mit den ehemaligen Klostergebäuden auf dem Merian-Plan von 1628

Das Barfüßerkloster, ein Franziskanerkloster in Frankfurt am Main, bestand seit den 1230er-Jahren bis zur  Reformation. Der Frankfurter Konvent des Franziskanerordens (ordo fratrum minorum, „Orden der Minderbrüder“, auch Barfüßer, Discalceaten („Unbeschuhte“) oder Minoriten genannt) gehörte zur Oberdeutschen (Straßburger) Ordensprovinz, der Provincia Argentina.
Nach Aufhebung des Klosters 1529 wurde die gotische Barfüßerkirche im Zuge der Einführung der Reformation in Frankfurt zur evangelischen Hauptkirche. 1786/1787 wurde sie wegen Baufälligkeit abgerissen und ab 1789 durch einen klassizistischen Neubau ersetzt, der seit seiner Einweihung 1833 nach dem Apostel Paulus den Namen Paulskirche trägt. Die Paulskirche war 1848/49 der erste Sitz der Frankfurter Nationalversammlung und wird heute als Ausstellungs-, Gedenk- und Versammlungsort genutzt.

## Geschichte des Klosters

### Gründung und Entwicklung bis zur Teilung des Ordens
1270 wurde das Frankfurter Barfüßer- oder Franziskanerkloster erstmals urkundlich erwähnt. Möglicherweise war es jedoch bereits einige Jahrzehnte älter. Der Frankfurter Patrizier Achilles Augustus von Lersner berichtete in seiner 1706 erschienenen Chronik, dass die Barfüßerkirche bereits 1238 bestanden haben müsse, wie aus einer (nicht erhaltenen) Grabinschrift des Stifters Henrich Knoblauch an der Kirche hervorginge. Die Angabe erscheint plausibel, da ab 1221 zahlreiche Niederlassungen des 1210 gegründeten Franziskanerordens in allen wichtigen deutschen Städten entstanden. 1255 beglaubigte der Franziskaner-Guardian von Frankfurt zusammen mit dem Prior des Dominikanerklosters eine Urkunde. Allerdings stammten die von Lersner erwähnten Denkmäler vermutlich erst aus dem 15. Jahrhundert.
1293 tagte das Provinzkapitel der Straßburger Ordensprovinz Argentina in Frankfurt, so dass das Kloster bereits eine gewisse Größe gehabt haben muss.
Die Barfüßer übernahmen zahlreiche seelsorgerliche Aufgaben in Frankfurt, dessen Bevölkerung im 13. Jahrhundert rasch anwuchs. Die Pfarreirechte für die gesamte Stadtbevölkerung lagen weiterhin ausschließlich beim kaiserlichen Stift St. Bartholomäus. Die Ordensbrüder waren in der Bürgerschaft beliebt, und ihnen wurden wiederholt Stiftungen und  Vermächtnisse zugewandt. Da viele Bürger bei den Franziskanern beerdigt werden wollten, kam es zu Beginn des 14. Jahrhunderts – wie auch in anderen Städten – zu einem Konflikt der Bettelorden mit den Diözesanpriestern, die ihre Rechte und Einkünfte dadurch geschmälert sahen; Pfarrer Siegfried wandte sich sogar mehrfach an den Papst. Die Franziskaner und Dominikaner behielten zwar das Recht zu beerdigen, mussten aber einen Anteil der Vergütung an den Pfarrer abtreten.
1314 löste die Wahl Ludwigs IV. zum König einen Konflikt mit dem Papst aus, in dessen Verlauf die Stadt Frankfurt zeitweise mit dem Interdikt belegt wurde. Während dieser Zeit spaltete sich auch der Frankfurter Klerus in Kaiserliche und Päpstliche. Der Historiker Johann Georg Battonn berichtete in seiner Oertlichen Beschreibung der Stadt Frankfurt am Main (1866), dass das Kloster zwischen dem 3. September 1330 und dem 30. Oktober 1350 geschlossen war. Trotzdem fanden auch während des Interdikts zumindest vereinzelt Gottesdienste statt, die wohl von kaisertreuen Ordensbrüdern gehalten wurden. König Ludwig dankte 1339 dem Rat der Stadt dafür, dass die Franziskaner – namentlich Guardian Niclaus – weiter Gottesdienst hielten. 1350 bekam der Frankfurter Lektor Hertwig von Babenhausen den Auftrag, den Dekan, den Pfarrer und andere Geistliche der Bartholomäusgemeinde von den Kirchenstrafen loszusprechen, die sie sich durch ihre Parteinahme für den König zugezogen hatten.
Beim Magdalenenhochwasser am 22. Juli 1342 stand das Wasser des Main vier Fuß hoch in der Kirche. Am 22. Juli 1349 brach in Frankfurt die Pest aus. Nach der Lersnerschen Chronik starben innerhalb von 72 Tagen über 2000 Menschen an der Seuche, darunter 35 Priester. Wie viele Brüder des Frankfurter Konvents an der Pest starben, ist nicht überliefert; die Straßburger Franziskanerprovinz verlor jedoch durch die Seuche 800 ihrer 1200 Brüder.
Im April 1352 zerstörte ein Feuer das Refektorium und die Klosterzellen der Franziskaner, während die Kirche nicht betroffen war. Bereits 1354 konnte wieder ein Provinzkapitel der Provincia Argentina in Frankfurt tagen, was auf einen schnellen Wiederaufbau des Klosters hindeutet.
Im 14. und 15. Jahrhundert genoss das Franziskanerkloster ein hohes Ansehen in der Bürgerschaft und dem Patriziat der Stadt. Mehrere Bruderschaften trugen zur Ausstattung der Kirche bei, die sich nach den Altären nannten, an denen sie ihre Gottesdienste feierten. Als erste gründete sich 1418 die St.-Jodocus-Bruderschaft der Kaufleute und Krämer. Die 1445 gegründete Nikolaus-Bruderschaft besaß eine eigene Kapelle und eine Grabstätte in der Kirche. Später kam noch die 1502 erstmals erwähnte Bruderschaft der Knappen oder Barchentweber hinzu. Vornehme Familien der Stadt, darunter die Inckus, Rohrbach, Steffan stifteten Kapellen und Altäre für die Kirche. Im 1477 von Ort zum Jungen gestifteten Erbbegräbnis für seine Familie in der Kapelle Unserer Lieben Frau wurde seine Frau Katharina von Heringen 1486 dort beigesetzt, er selber 1519. Mehrfach nahmen verfolgte Straftäter das Asylrecht des Klosters in Anspruch.

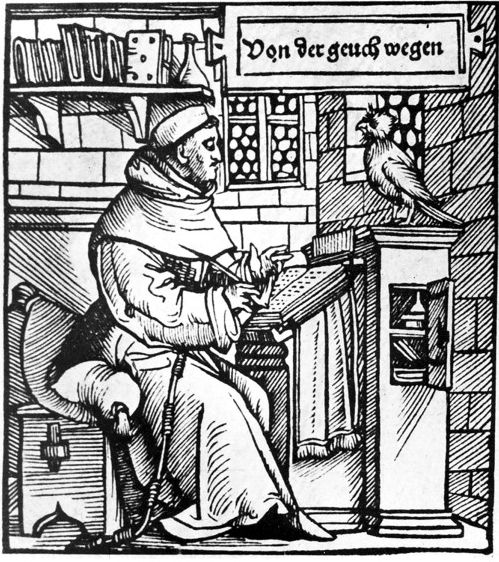
Thomas Murner, Dichter und Kontroverstheologe, war von 1510 bis 1513 Lektor im Barfüßerkloster. Ambrosius Holbein (1519)

1454 predigte in Frankfurt der italienische Franziskaner Johannes Capistranus und rief zum Kreuzzug gegen die Türken auf. Der Armutsstreit im Franziskanerorden wirkte sich im Frankfurter Kloster im 15. Jahrhundert aus. Im Gegensatz zur Ordensregel des heiligen Franziskus sammelten die Brüder im Laufe der Zeit erhebliche Besitztümer an. Auf Anweisung von Papst Paul II. reformierte Erzbischof Adolf die Klöster der Mendikanten im Erzbistum Mainz und so auch die Frankfurter Klöster. Die Franziskaner erklärten sich 1469 bereit, die Martinianischen Statuten mit ihrer gemäßigten Auslegung des Armutsgelübdes für ihren Konvent einzuführen, um so eine Übernahme des Klosters durch die Brüder der strengen Observanz zu verhindern. Nach diesen Statuten war den einzelnen Brüdern und dem Konvent insgesamt der Besitz von Eigentum zwar nicht erlaubt, so dass alles Klostereigentum dem Stadtrat von Frankfurt übergeben und von diesem verwaltet wurde; die Erträge kamen aber weiterhin dem Kloster zugute. Es zeigte sich jedoch, dass nicht alle Brüder willens oder in der Lage waren, im Sinne der Reform zu leben, so dass die Ordensprovinz wiederholt bis in das 16. Jahrhundert hinein auf die Bitte des Rates hin neue Brüder „zur Erhaltung seines guten Wesens“ ins dortige Kloster schickte, was zu Spannungen innerhalb des Konvents führte. Der Stadtrat war an guten Predigern und gebildeten Brüdern interessiert, die einen regen Zulauf von Zuhörern für die Barfüßerkirche brachten; 1498 erbat der Rat in einem Schreiben an das Provinzkapitel in Hagenau einen guten Nachfolger für den verstorbenen Guardian Peter Fischer.
1482 nahmen an der Pestprozession alle 43 Ratsherren und die Geistlichen der Stadt teil, darunter 35 Dominikaner, 22 Barfüßer und 30 Karmeliten. Das Barfüßerkloster war somit das kleinste der drei Bettelordensklöster in Frankfurt. Unter den Mitgliedern des Frankfurter Konvents ist Thomas Murner besonders hervorzuheben, der von 1510 bis 1513 dort Lektor war; er war Dichter, Satiriker und Humanist und trat in der frühen Reformationszeit als Kontroverstheologe auf. In seiner Frankfurter Zeit veröffentlichte er die beiden Verssatiren Narrenbeschwörung und Schelmenzunft.
Leonhard Mertz, auch Magister Leonhardus genannt, der 1470 zum Guardian des Barfüßerkonvents gewählt wurde, war einer der bedeutendsten Orgelbauer seiner Zeit und schuf nachweislich auch in Frankfurt mehrere Instrumente, so für St. Bartholomäus, die Liebfrauenkirche und die Weißfrauenkirche.
Als der Franziskanerorden 1517 von Papst Leo X. in die (strengeren) Franziskaner und die (in der Armutsfrage sehr gemäßigten) Minoriten oder Konventualen geteilt wurde, kam der Frankfurter Konvent zum Minoritenorden und gehörte zur Straßburger Minoritenprovinz.

### Reformation und Klosteraufhebung

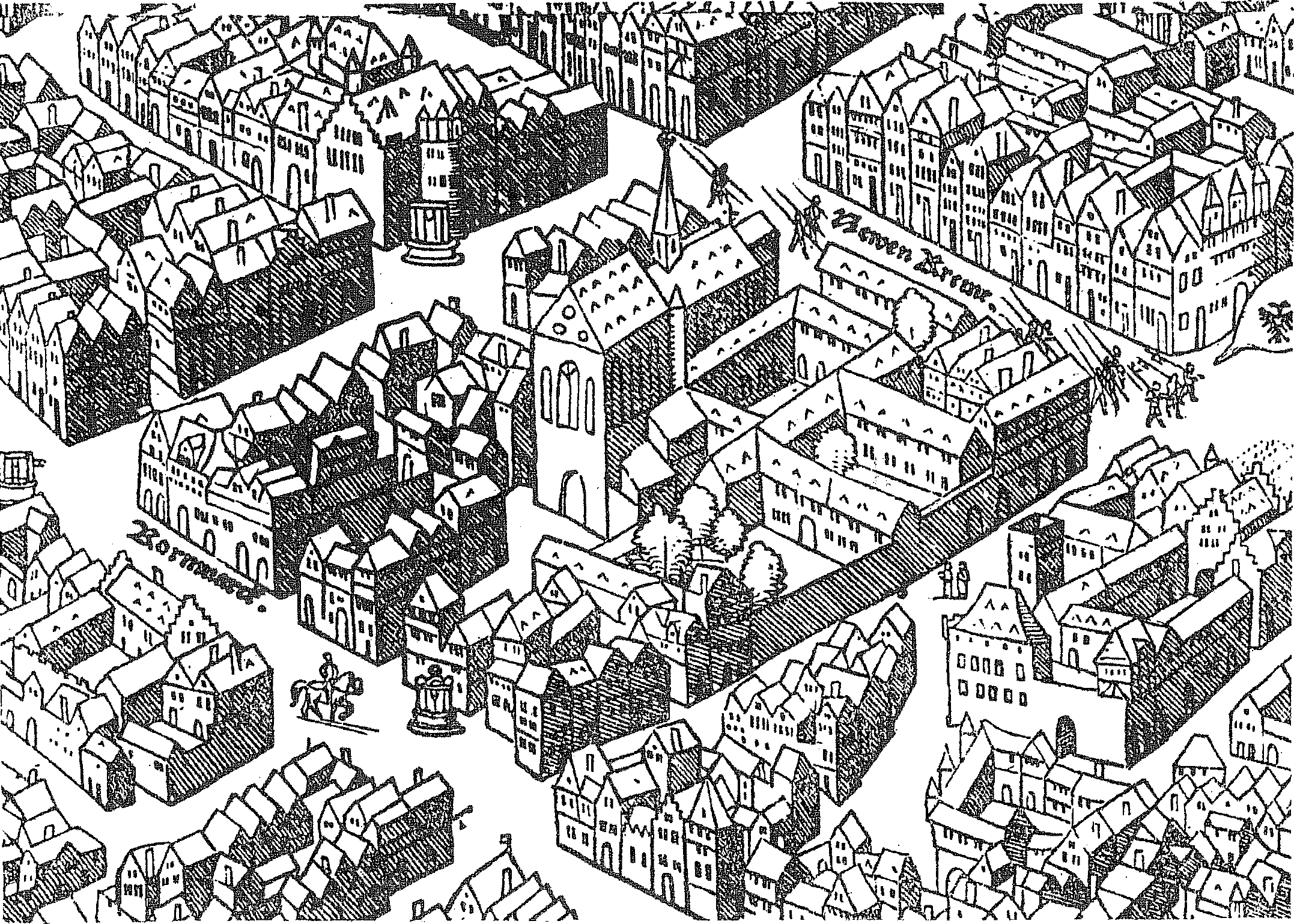
Barfüßerkirche und -kloster auf dem Faberschen Belagerungsplan von 1552

1522 hielt der Marburger Franziskaner Hartmann Ibach in der Katharinenkirche die erste reformatorische Predigt in der Stadt. Nach dem Frankfurter Zunftaufstand im April 1525 begann sich die Reformation in der Frankfurter Bürgerschaft durchzusetzen. Die bevorstehende Klosterschließung kündigte sich durch eine Inventarisierung des Klosters an, die eine Ratskommission unter Führung des Gerichtsschreibers Johann Eichart am 24. April 1525 vornahm. Der katholische Stadtpfarrer Peter Meyer verließ die Stadt, an seiner Stelle berief der Rat die beiden evangelischen Prädikanten Dionysius Melander und Johann Bernhard gegen den Widerstand des Mainzer Erzbischofs Albrecht von Brandenburg. Den von ihm ernannten neuen Stadtpfarrer Friedrich Nausea pfiffen die Bürger bei seiner Antrittspredigt am 26. Februar 1526 in der Bartholomäuskirche aus; am selben Tag hielt Melander die erste evangelische Predigt in der Barfüßerkirche. Der Erzbischof forderte daraufhin den Rat ultimativ auf, die Reformation zu unterdrücken und drohte mit dem Entzug der Messeprivilegien. Um den Konflikt zu beruhigen, ordnete der Rat an, in der Bartholomäuskirche und der Barfüßerkirche nur im Kirchenschiff nach der evangelischen Lehre und in deutscher Sprache zu predigen, während der Chor weiterhin der katholischen Messe in Latein vorbehalten bleiben sollte. Am 18. März 1528, dem Sonntag Reminiscere, wurde das Abendmahl erstmals unter beiderlei Gestalten gereicht.
Am 3. Juni 1529 wandten sich sechs der verbliebenen acht Mitglieder des Franziskanerkonvents mit einer Bittschrift an den Rat. Darin baten sie um die Übernahme des Klosters durch den Rat und die Aussetzung einer Leibrente für den Unterhalt der Ordensbrüder. In ihrer Begründung sprachen sie vom Ordensleben als „Blindheit“ und baten um Erlösung „aus diesem Babylonischen Gefängnis und aus dem Schlund und Rachen des höllischen Feindes“. Auf Einwendungen der Nachfahren von Stiftern (etwa aus dem Patriziergeschlecht Knoblauch) zur Zweckentfremdung der Stiftungsgelder und -ziele erklärten sie, „das Geld der Knoblauche und anderer sei längst durch die vielen Seelenmessen usw., die dafür gehalten wurden, abverdient“, und sie fühlten sich vom Evangelium angetrieben, das Kloster nun „zum allgemeinen Nutzen der Obrigkeit zu übergeben“. Eine Kommission des Rats unter Hamman von Holzhausen verhandelte mit den Bittstellern. Am 9. Juni 1529 wurde das Kloster an die Stadt übergeben. Bald danach heirateten mehrere der ehemaligen Franziskaner. Ihr letzter Guardian Peter Pfeiffer, genannt Comberger, hatte als führender Kopf des Konventes die Annäherung an den neuen Glauben betrieben. Er predigte am 12. Juli 1529 in weltlicher Kleidung und widerrief öffentlich seinen alten Glauben. Bald danach wurde er vom Rat als dritter evangelischer Prediger eingestellt. Er erhielt wegen seiner ungenügenden theologischen Kenntnisse nur 40 Gulden Jahresgehalt aus der Stadtkasse, während die beiden anderen 100 Gulden bekamen.
Ein siebtes Mitglied des Konventes, Jakob von Kelsterbach, gab nachträglich seine Zustimmung zu der Übergabe. Der achte, Bruder Werner Sartoris, protestierte gegen den Vertrag und wies darauf hin, dass die sechs keineswegs die rechtmäßigen Inhaber des Klosters seien, sondern dass dieses der Straßburger Ordensprovinz zugehörig sei und nicht ohne deren Zustimmung und die Genehmigung der Ordensleitung in Rom sowie des Heiligen Stuhls veräußert werden könne. Auch der Erzbischof von Mainz legte Protest ein. Dies hinderte die Stadt Frankfurt jedoch nicht, die Klostergebäude zu säkularisieren und zu nutzen.
Die Barfüßerkirche wurde zu einer evangelischen Kirche. In den Klostergebäuden wurden 1530 im westlichen Innenhof der Allgemeine Almosenkasten, das Kastenamt und die Stadtbibliothek untergebracht. Die bescheidenen Einkünfte aus dem säkularisierten Klostervermögen flossen künftig in den Almosenkasten. Das Kastenamt wurde auch für die sogenannte Kirchenfabrik zuständig, die Instandhaltung der evangelischen Kirchen, und die am 1. Juni 1533 begonnene Führung der Kirchenbücher. 1851, mit Einführung der Zivilehe in Frankfurt, wurden die Bücher dem Standesamt übergeben.
Zu Messezeiten konnten die Räume von Händlern gemietet werden, während der Rat dem Buchdrucker Christian Egenolff sein Gesuch abschlug, seine Werkstatt in das Kloster zu verlegen. 1542 belegte die städtische Lateinschule weitere Räume des ehemaligen Klosters, wo sie bis zu deren Abriss 1839 blieb.
Nach einem Bildersturm im Dom zu Ostern 1533 suspendierte der Rat am 23. April 1533 die katholische Messfeier bis zu einem künftigen Konzil, was de facto ihre Abschaffung bedeutete. Bis auf weiteres fanden nun keine katholischen Gottesdienste mehr statt. Als größte und bedeutendste Kirche blieb die Bartholomäuskirche das Zentrum des evangelischen kirchlichen Lebens, zumal der Rat die bisherige kirchliche Verfassung der Stadt unangetastet ließ. Alle Bürger der Stadt gehörten weiterhin zu einer Pfarrei, wie schon seit dem Mittelalter. Um einer weiteren Radikalisierung der Prediger und der Bürgerschaft entgegenzuwirken, suchte der Rat Anschluss an den lutherischen Flügel der Reformation. 1535 wurde Melander seines Amtes enthoben und am 2. Januar 1536 trat Frankfurt dem Schmalkaldischen Bund bei. Bernhard unterzeichnete am 29. Mai 1536 in Wittenberg in Gegenwart Luthers die Wittenberger Konkordie, eine Kompromissformel zum Abendmahlsstreit zwischen Lutheranern und Reformierten. Bald darauf verließ auch er die Stadt. Von da an wurden in Frankfurt nur noch lutherische Prediger berufen.
Nach dem Schmalkaldischen Krieg sah sich der Rat gezwungen, das Augsburger Interim anzunehmen, um die wichtigen Privilegien der Stadt, vor allem die Messe und die Kaiserwahl, zu sichern. Er gab am 14. Oktober 1548 sechs katholische Stifts- und Ordenskirchen, darunter auch die Bartholomäuskirche, an ihre Orden bzw. Stiftsgeistlichen zurück. Den evangelischen Christen der Stadt, inzwischen rund 98 % der Bürgerschaft, blieben die Barfüßer-, Katharinen-, Weißfrauen-, Peters-, Dreikönigskirche und die Kirche des Hospitals zum Heiligen Geist, die seit 1525 nach und nach von ihren bisherigen Orden und Geistlichen aufgegeben worden waren.
Der Provinzial der Straßburger Minoritenprovinz, Heinrich Stollysen, verlangte jedoch das Barfüßerkloster für seine Ordensprovinz zurück. Der Rat lud ihn zu einem Gespräch nach Frankfurt ein, das am 15. Oktober 1550 stattfand und in dem sich der Rat dem Ansinnen verweigerte; der frühere Franziskaner Peter Comberger beriet die Ratsherren und nannte als Argumente die Armut der Brüder und ihr seinerzeitiges Unvermögen, das Kloster ordentlich zu führen. Der Provinzial erklärte daraufhin am 21. November 1550, er werde den Rechtsweg einschlagen. Die Stadt Frankfurt beauftragte nun die Anwälte Johann Fichard und Lucas Landsrass, in Augsburg mit dem päpstlichen Nuntius Sebastian Pighinus zu verhandeln. Dieser bestätigte die Übergabeurkunde des Klosters an die Stadt unter der Bedingung, dass die Stadt den baulichen Zustand der Kirche erhalte und dass an Sonn- und Feiertagen eine heilige Messe gelesen werde. Da die Stadt mit Rücksicht auf zu erwartenden Widerstand der evangelischen Bürger die Auflage, das Messelesen sicherzustellen, nicht erfüllte, erhielt die Bestätigung des Nuntius faktisch keine Rechtskraft. Der Augsburger Religionsfrieden von 1555 sicherte jedoch dann den status quo und ließ die fehlende rechtliche Bestätigung in Vergessenheit geraten. Kloster und Kirche blieben für die Ordensprovinz und die Katholiken verloren.

### Barfüßerkirche als evangelische Hauptkirche

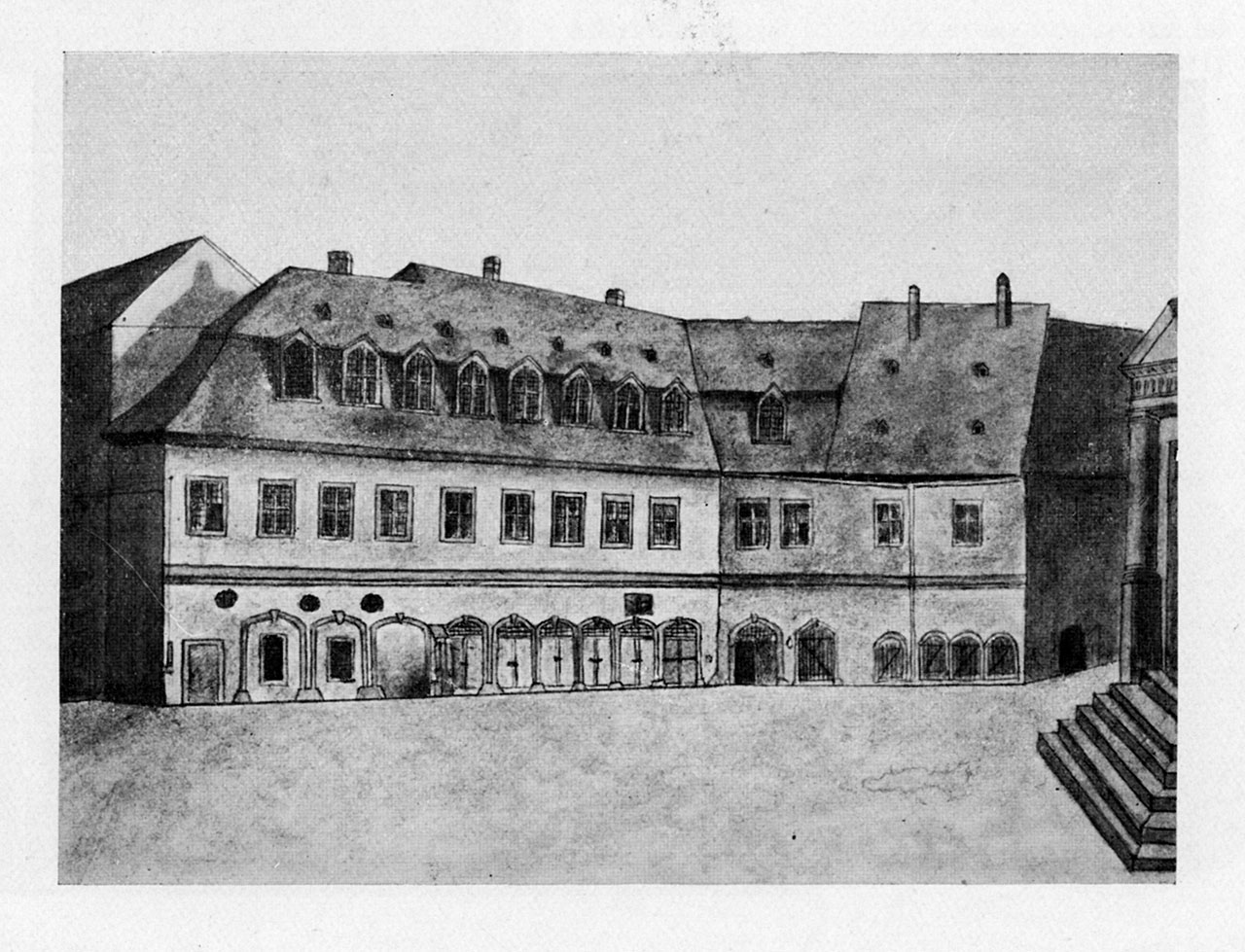
Das Barfüßerkloster um 1830

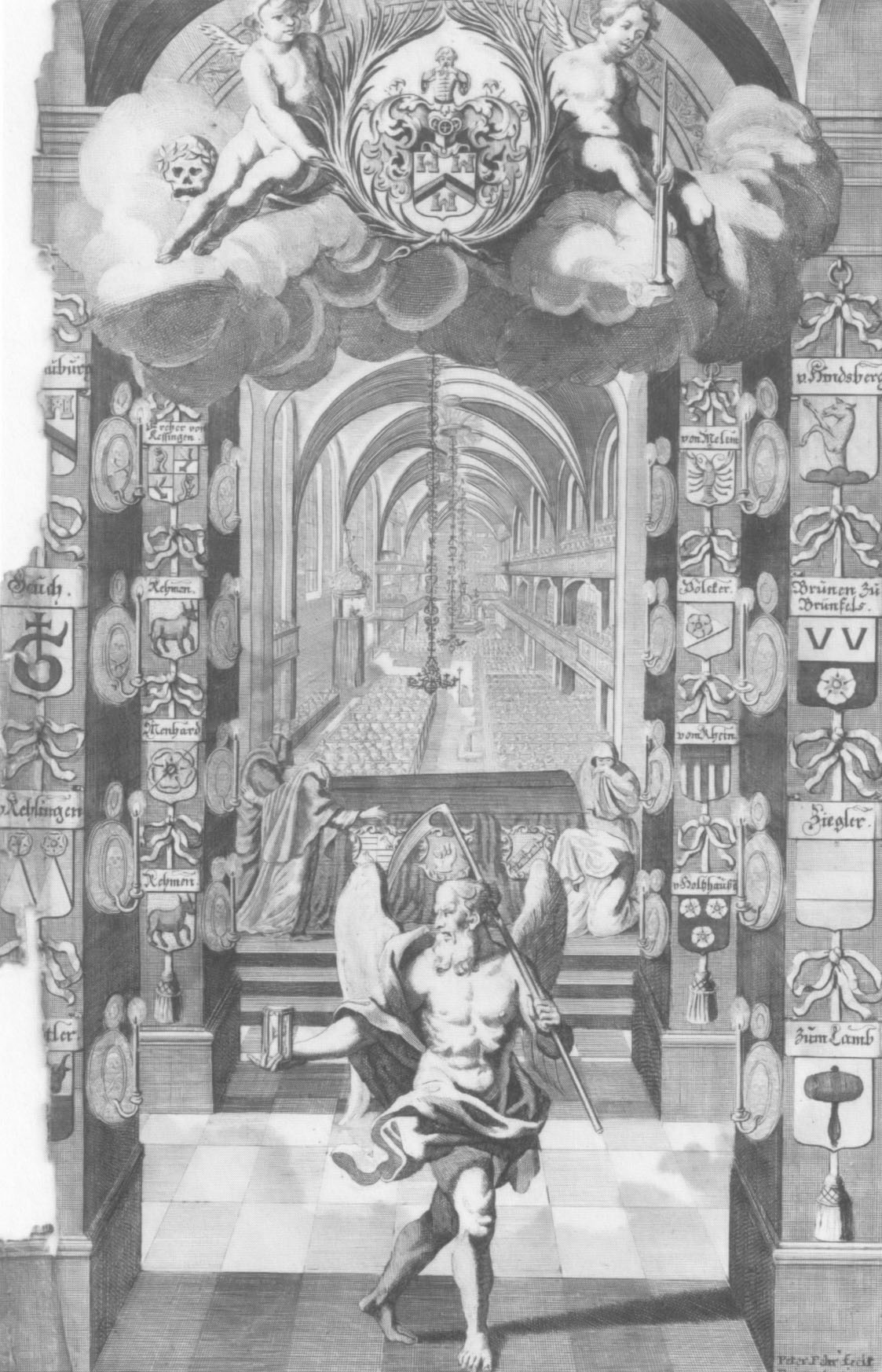
Kirchenschiff (1718)

Mit seiner nach allen Seiten vermittelnden Politik hatte der Rat die Reformation in Frankfurt durchgesetzt und zugleich die politische Unabhängigkeit der Stadt und ihre wichtigsten Privilegien, vor allem die Messen und die Kaiserwahlen gesichert. Dieser kluge Schritt zahlte sich aus: Seit 1562 wurden fast alle Kaiser nicht nur in Frankfurt gewählt, sondern auch gekrönt.
Die Barfüßerkirche als größte der verbliebenen evangelischen Kirchen wurde somit ab 1548 zur Hauptkirche. 1599 bis 1604 wurde eine neue Orgel eingebaut und eine Empore für die Männer im Seitenschiff. Mit der auf diese Weise vergrößerten Kapazität genügte die Kirche lange Zeit den Anforderungen der Bürgerschaft. Die zwölf evangelischen Geistlichen der Stadt bildeten das evangelische Predigerministerium, dessen Vorsitzender, der Senior, zugleich erster Prediger der Barfüßerkirche war und seine Wohnung in den ehemaligen Klosterräumen hatte. Nach der Lersnerschen Chronik fanden neben den täglichen Gottesdiensten (werktags einmal, sonn- und feiertags zweimal, darunter einmal mit Abendmahlsfeier) in der Barfüßerkirche montags und dienstags auch Trauungen sowie sonntags, dienstags und donnerstags nachmittags Taufen statt.
Von 1666 bis 1686 war Philipp Jakob Spener Senior in Frankfurt. Er gründete 1670 gemeinsam mit Johann Jakob Schütz das erste collegium pietatis (Hauskreis) und verfasste 1675 sein bedeutendstes Werk, eine kurze Programmschrift mit Namen Pia Desideria oder Herzliches Verlangen nach gottgefälliger Besserung der wahren evangelischen Kirche (1675), deren Erscheinen als Gründungsdatum des Pietismus angesehen wird.
Mit Speners Weggang aus Frankfurt endete zunächst die Zeit des Pietismus in Frankfurt; unter seinen Nachfolgern setzte sich die strenge Lutherische Orthodoxie wieder durch. Doch gab es auch im 18. Jahrhundert immer wieder pietistische Pfarrer in Frankfurt. Der bedeutendste unter ihnen war Johann Friedrich Starck, von 1723 bis 1756 Pfarrer an der Barfüßerkirche. Mit seinen pietistischen Erbauungsschriften war er der meistgelesene Schriftsteller seiner Zeit.
Im Februar berief der Rat Georg Philipp Telemann zum städtischen Musikdirektor und Kapellmeister der Barfüßerkirche. Telemann komponierte während seiner Frankfurter Zeit bis 1721 fünf Kantatenjahrgänge, dazu Oratorien, Orchester- und Kammermusik, von der ein Großteil veröffentlicht wurde. Auch unter seinen Nachfolgern Johann Christoph Bodinus und Johann Balthasar König war die Barfüßerkirche ein bedeutendes Zentrum der Kirchenmusik. Für den Chorgesang waren die Schüler und Lehrer des städtischen Gymnasiums zuständig.
1736 bis 1740 ließ der Rat die Kirche nochmals aufwendig renovieren. In der zweiten Hälfte des 18. Jahrhunderts machte sich allmählich die Baufälligkeit der alten Barfüßerkirche bemerkbar. Vor allem nahm man aber zunehmend Anstoß an der beengten Lage der Kirche. Heinrich Sebastian Hüsgen verglich die dunklen Kapellen an der Südwand der Kirche mit den Zellen ägyptischer Anachoreten, und der städtische Deputierte Hieronymus Maxmilian von Glauburg monierte in einem Bericht an den Rat, dass die drei Kircheneingänge nur über winkelige, teilweise nur sieben Schuh breite Gassen zugänglich seien, durch die keine Kutsche fahren könne. Im Inneren dieses „Gefängnisses der evangelisch-lutherischen Gemeinde“ fehlten Licht und Luft, die nicht herbeigeschafft werden könnten, ohne ganze Gassen abzureißen.
Am 21. Februar 1782 fand der letzte Gottesdienst in der Barfüßerkirche statt. Weil sich Risse im Gewölbe zeigten, verfügte der Rat die Schließung der Kirche. Im August 1786 begann ihr Abbruch, der Anfang 1787 abgeschlossen war.

## Barfüßerkirche und Klostergebäude

### Lage
Kirche und Kloster lagen am vicus dividens, der „teilenden Gasse“, die die Altstadt in eine östliche („Oberstadt“) und eine westliche („Unterstadt“) Hälfte teilte; Sie hieß deshalb seit dem 14. Jahrhundert volkstümlich Schiedsgasse. Im 16. Jahrhundert kam der heutige Name Neue Kräme auf. Zwischen Neuer Kräme im Osten und dem Barfüßerplätzchen vor der Kirche, entlang ihrer Nordseite, verlief die schmale Barfüßergasse (vicus minorum oder vicus fratrum minorum, „Minderbrüdergasse“). Etwa 100 Meter lang, war sie anfangs nur knapp fünf Meter breit. Entlang der Nordfassade des Langhauses, das etwas nach Norden vorsprang, verengte sie sich sogar auf 7 Schuh, nur knapp zwei Meter. Auch das schmale Barfüßergäßchen, das von Norden von der Großen Sandgasse zur Kirche verlief, war nicht breiter. Vor der Westfassade der Kirche erweiterte sich die Gasse zu einem kleinen Platz, dem Barfüßerplätzchen. An dessen Südrand lag das direkt an die Kirche angrenzende Senioratshaus mit der Wohnung des Seniors, daneben das Backhaus des Almosenkastens. Von hier aus lief die Barfüßergasse weiter in Richtung Westen zum Kornmarkt. Keine der Gassen um die Kirche war breit genug für eine Kutsche.

### Kloster und Klosterkirche

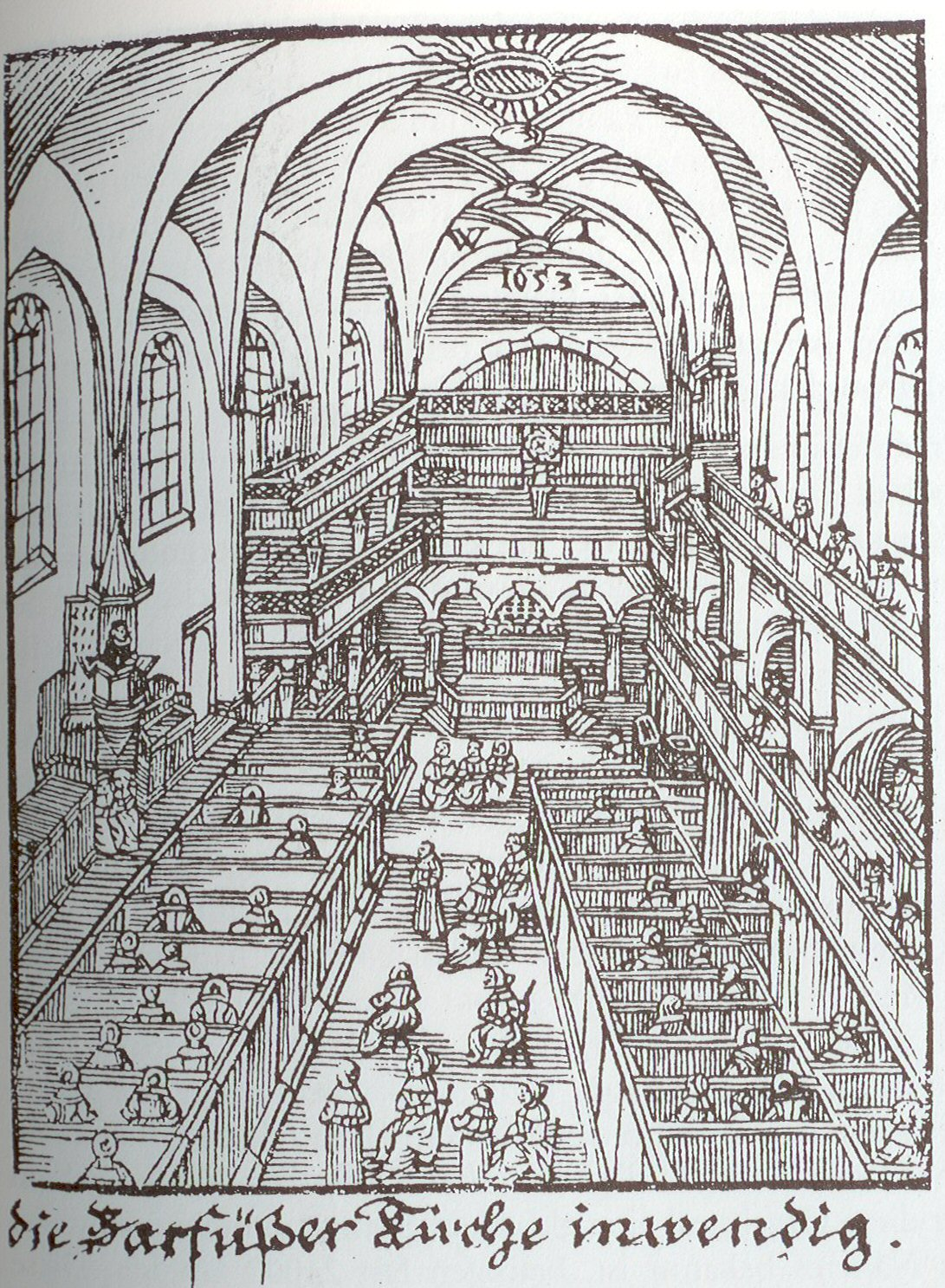
Innenraum der Barfüßerkirche, 1653

Architektonisch entsprach die Klosterkirche des Barfüßerklosters dem Typ einer zunächst einschiffigen, ab 1350 zweischiffigen Bettelordenskirche im gotischen Stil, die geostet war; um das Jahr 1300 erhielt sie vermutlich den ersten Dachreiter mit einer kleinen Glocke statt eines Kirchturms. Die Konventsgebäude waren südlich an die Kirche angebaut und umschlossen im Lauf der Baugeschichte mehrere Innenhöfe.
Noch im 15. Jahrhundert begann eine großzügige Erneuerung des Klosters. Die Franziskaner erhielten hierfür Stiftungen und Spenden aus der Bevölkerung, und sie verkauften mehrere Liegenschaften. Wiederholt musste der Stadtrat die Brüder darin unterstützen, säumige Zahler zu ermahnen. 1482 erwirkten sie von Papst Sixtus IV. die Genehmigung zur Vergrößerung des Klosters, die dieser in einer Bulle gewährte: indulget fratribus Minoribus conventus Francofordiae, ut possint alienare quamdam petiam terrae „er gewährt den Minderbrüdern des Konvents in Frankfurt, dass sie ein Stück Land weggeben können“. 1477 hatte der Papst, der selber aus dem Franziskanerorden stammte, den Frankfurter Brüdern einen Ablass gewährt, mit dem sie leichter Almosen erreichen konnten. 1478 errichtete man den Kreuzgang südlich des Chores. In den Räumen darüber befand sich nach 1542 das Gymnasium, die Gebäude westlich des Kreuzgangs dienten als Wohnungen für den Rektor und den Konrektor der Schule sowie als Stadtbibliothek.
Am 10. Juni 1485 wurde der Grundstein zum vollständigen Umbau der Kirche gelegt, der vor allem den Lettner und die fünf Gewölbejoche des Langhauses betraf. Die nach innen gezogenen Strebepfeiler trugen den Dachstuhl, der 1669 zusätzlich mit Zugankern gesichert wurde. Die Gewölbe waren mit den Wappen der Frankfurter Patriziergeschlechter Steffan, Eck, Bromm, Ergersheim, Brun zum Brunfels, Glauburg, Holzhausen, Schwanau, Stalburg, Uffsteiner, Frosch und Martorff geschmückt, die zur Finanzierung des Umbaus beigetragen hatten. Auch ein Frankfurter Adler wurde angebracht, der wohl auf eine Zuwendung der Stadt hindeutete. Im Ganzen kostete der Umbau über 2400 Gulden. Aus dem Jahr 1489 stammt die Kanzel. Sie war mit den Wappen der Stifterfamilien Monis und Winsperg verziert.
1491 gab der Stadtrat die Genehmigung zum Bau einer unterirdischen Entwässerung in den Stadtgraben. Nach der Erneuerung von Langhaus und Lettner folgte 1501 bis 1510 der Neubau des Chores samt einem kleinen Dachreiter. Chor und Langhaus waren durch einen schmalen Durchgang getrennt, der die Barfüßergasse mit dem Kreuzgang verband. Der Chor erhielt ebenfalls ein Gewölbe mit fünf Jochen, dazu einen Fünfachtelschluss. Kurz vor der Vollendung des Chors stürzte das neuerrichtete Gewölbe im Frühjahr 1510 ein, wobei aber niemand verletzt oder getötet wurde. Baumeister Arnold Hirt floh, und die Brüder beauftragten Hans von Bingen mit der Fertigstellung. Der Schaden wurde rasch behoben und der Neubau bis Ende 1510 fertiggestellt. Wegen des Baus gab es Konflikte und Grenzstreitigkeiten mit den Nachbarn.
Wann die erste Orgel in der Barfüßerkirche entstand, ist nicht bekannt. Bereits seit dem 14. Jahrhundert waren stets ein oder mehrere Orgelbauer in Frankfurt ansässig. 1466 werden zwei Orgeln in der Barfüßerkirche erwähnt; es kann vermutet werden, dass zumindest eine davon damals schon länger bestand. Die zweite stammte wahrscheinlich von dem Frankfurter Orgelbauer und Franziskaner Leonhard Mertz.

### Evangelische Hauptkirche Frankfurts

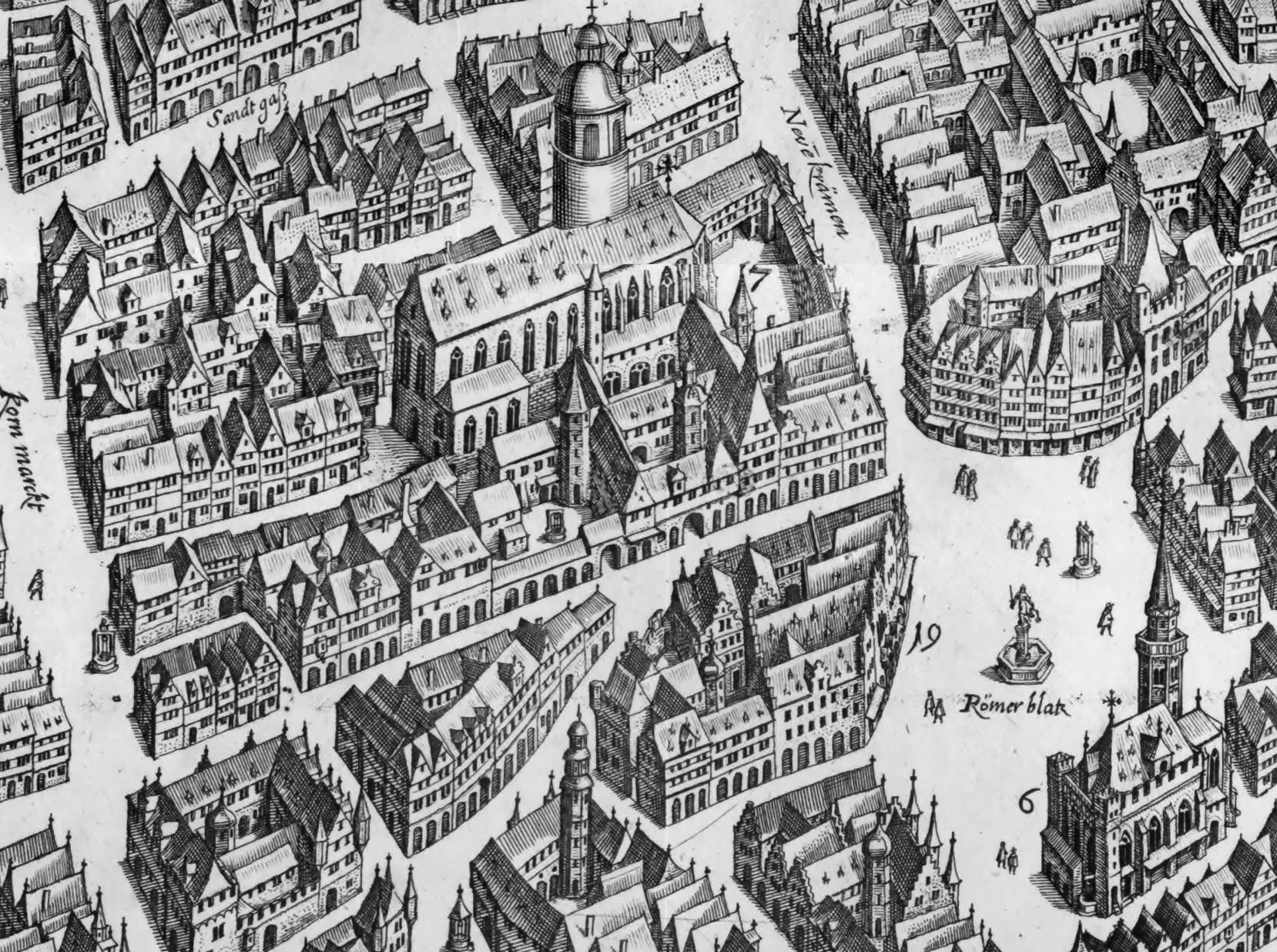
Barfüßerkirche und ehemaliges Kloster um 1770, nach der Renovierung 1685

1599 bis 1604 wurde eine neue Orgel mit 10 Registern von den Brüdern Grorock eingebaut. Damals hatte es schon lange keinen Organisten mehr an der Kirche gegeben, so dass vermutlich keine der älteren Orgeln mehr in Gebrauch gewesen war. Das neue, von dem Maler Philipp Uffenbach ausgeschmückte, Werk kostete 1000 Gulden und galt als ein herrlich gut Werk. Auf dem Holzschnitt von 1653 sieht man es auf der rechten Seite als Schwalbennestorgel an der südlichen Langhauswand in Höhe der Empore. Die Grorock-Orgel bestand über 100 Jahre und wurde immer wieder erneuert, so etwa 1624 durch Nikolaus Grünwald aus Nürnberg und 1671.
Ebenfalls wurde zwischen 1599 und 1604 eine Empore für die Männer im Seitenschiff eingebaut. Mit der auf diese Weise vergrößerten Kapazität genügte die Kirche lange Zeit den Anforderungen der Bürgerschaft.
1669 machten Risse im Gewölbe eine umfangreiche Innen- und Außenrenovierung des Kirchengebäudes erforderlich. Auch die Innenausstattung wurde ergänzt, so dass sich ihr Stil allmählich von der Gotik zum Barock veränderte. 1671 erhielt die Kirche eine neue Kanzel, einen neuen Altar und eine zweite Empore mit einer weiteren Orgel. Am 17. Januar 1682 ereignete sich ein außergewöhnliches Hochwasser, das größte seit 1342. Für einen Tag wurde die Kirche überschwemmt.
Im Sommer 1685 wurde das alte, kleine Türmchen abgebrochen und ein größerer Dachreiter aufgesetzt, in dem drei Glocken Platz fanden, die von dem Glockengießer Benedict Schneidewind geliefert wurden. Die große Glocke wurde 1830 als „Barfüßerglocke“ in das neue Geläut der Paulskirche integriert. Nach dem Zweiten Weltkrieg galt sie als verschollen, bis sie 1965 beim Wiederaufbau im Turm der Peterskirche entdeckt wurde. 1987 wurde sie in die Paulskirche zurückgebracht, wo sie ihren Platz im Frankfurter Stadtgeläute hat.
1669 machten Risse im Gewölbe eine umfangreiche Innen- und Außenrenovierung erforderlich. Auch die Innenausstattung wurde ergänzt, so dass sich ihr Stil allmählich von der Gotik zum Barock veränderte. 1671 erhielt die Kirche eine neue Kanzel, einen neuen Altar und eine zweite Empore mit einer weiteren Orgel. Das Altarbild schuf Matthäus Merian d. J. im Auftrag des Rates. Es zeigte die Auferstehung Christi in einer Weise, an der die lutherische Geistlichkeit Anstoß nahm, weil sie ihr calvinistisch erschien. So fehlten in Merians Darstellung die Frauen am Grab, und die den Sieg über den Tod symbolisierende Fahne Christi trägt kein Kreuz. Der damalige Senior Spener bemühte sich in diesem Konflikt um Vermittlung.
1736 beauftragte der Rat der Stadt den Schweizer Orgelbauer Johann Conrad Wegmann mit dem Bau einer neuen Orgel, die 1740 durch Johann Christian Köhler fertiggestellt wurde. Die Disposition des mit 41 Registern für die damalige Zeit sehr großen Werkes ist durch eine Beschreibung des mit Wegmann konkurrierenden Elsässer Orgelmeisters Johann Andreas Silbermann überliefert, in der er vernichtende Kritik an dem Werk übt und seinen ehemaligen Gesellen Nicolaus Seitz mit folgenden Worten zitiert: „Erstlich bläst sie als wie der lebendige Teuffel und heulet auch schon und ist gelöth als wanns die Hund gekotzt hätten. Der Schien (=Prospekt) sieht wie Bley die Füß stauchen sich schon er kann sein Tag kein jämerlich Leben so gesehen haben als daß ist.“ Der Rat schien jedoch mit dem Werk, das immerhin 16.000 Gulden gekostet hatte, recht zufrieden zu sein. Er ließ es 1766 durch Philipp Ernst Wegmann aufwändig restaurieren. Beim Abbruch der Barfüßerkirche 1786 wurde die Orgel abgebaut und im benachbarten Gymnasium eingelagert.

### Nachfolgerbauwerk: Paulskirche

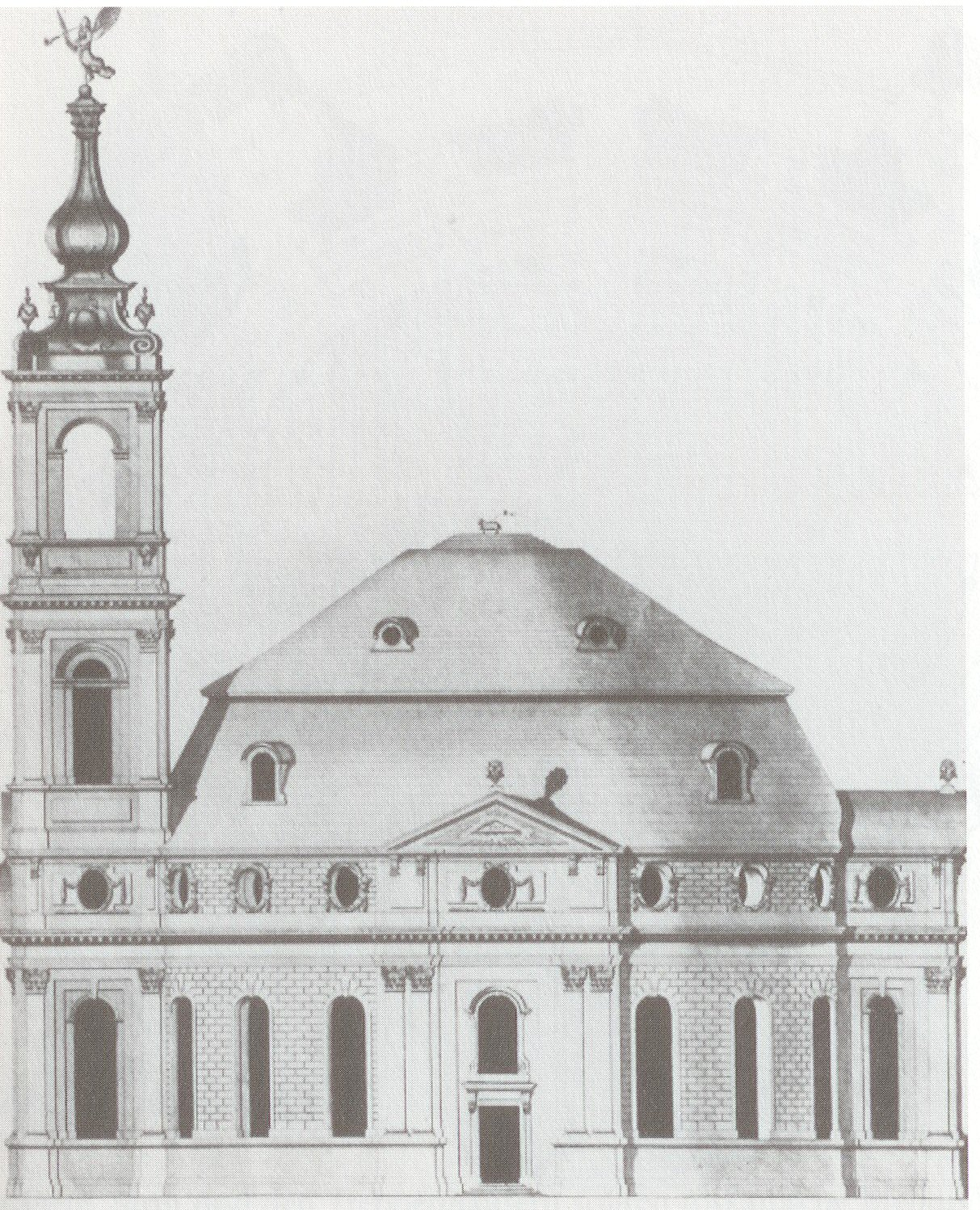
Entwurf von Johann Andreas Liebhardt zum Neubau der Barfüßerkirche, 1786

1789 begann der Neubau der Barfüßerkirche im klassizistischen Stil an der Stelle der alten. Ihr Bau zog sich wegen der Koalitionskriege über Jahre hin und kam schließlich zum Erliegen. Als Ausweichquartier während der langen Bauzeit diente die Alte Nikolaikirche am Römerberg. Auch nach der Wiederherstellung der Freien Stadt Frankfurt 1813 verzögerte er sich weiter, weil die Frankfurter Kirchenverfassung und die Verantwortung für den Kirchenbau ungeklärt waren. Erst nach dem Abschluss des Dotationsvertrages 1830 konnte der Neubau der Barfüßerkirche nach fast dreißigjähriger Unterbrechung wiederaufgenommen werden. Am 23. Mai 1833, kurz vor der Einweihung am 9. Juni, beschloss das lutherische Konsistorium der Stadt, der neuen Kirche nach Paulus, dem Apostel des sola fide, den Namen Paulskirche zu geben. Der bisherige Name wurde für unpassend gehalten, „indem die Barfüßermönche ja selbst aus der katholischen Kirche wenigstens in Deutschland verschwunden sind“. Die Einweihungspredigt in der Paulskirche hielt Pfarrer Anton Kirchner, anschließend wurde der Neubau dem Gemeindevorstand übergeben.